# Wirtschaftsverband Fuels und Energie
Der Wirtschaftsverband Fuels und Energie e. V. (Eigenbezeichnung kurz en2x) ist der Lobbyverband der Mineralölindustrie in Deutschland.

## Geschichte
Der Wirtschaftsverband Fuels und Energie e. V. ging Anfang November 2021 aus einer Fusion des Mineralölwirtschaftsverbandes e. V. (MWV) und der 1984 gegründeten Lobbyorganisation Institut für wirtschaftliche Oelheizung e. V. (2011 umbenannt in Institut für Wärme und Oeltechnik, 2020 umbenannt in Institut für Wärme und Mobilität) hervor.
Der MWV war ein Mitgliedsverband des Bundesverbandes der Deutschen Industrie (BDI) und der institutionalisierten Interessenvertretung der Mineralölfirmen in Deutschland.
Vorsitzender ist Felix Faber (Vorsitzender der Geschäftsführung von Shell in Deutschland), Hauptgeschäftsführer ist Christian Küchen.

## Positionen und Kampagnen
Der Wirtschaftsverband tritt für eine Energie-Gesetzgebung im Sinne der politischen und wirtschaftlichen Interessen der Ölindustrie ein. Dies umfasst neben fossilen nun auch synthetisch erzeugte Brennstoffe – sogenannte E-Fuels, was durch „Energie-zu-X“, kurz „en2x“, symbolisiert werden soll.
Im Mittelpunkt der Aktivitäten steht, dass Ölheizungen und Verbrennungsmotoren weiterbetrieben werden sollen und möglichst wenig Regulierung stattfindet. In Werbekampagnen spricht der Verband davon, dass „Future Fuels“ es in Zukunft erlauben würden, Ölheizungen und Verbrennungsmotoren klimaneutral betreiben zu können.

## Ordentliche Mitglieder
- BP Europa SE
- Eni Deutschland GmbH
- Esso Deutschland GmbH
- Gunvor Raffinerie Ingolstadt GmbH
- Holborn Europa Raffinerie GmbH (über die Holborn Investment Company Limited (HICL) eine Tochter der Oilinvest (Netherlands) B.V., in Deutschland bekannt unter der Marke Tamoil)[4]
- Jet Tankstellen Deutschland GmbH
- OMV Deutschland GmbH
- ORLEN Deutschland AG
- Raffinerie Heide GmbH
- Rosneft Deutschland GmbH
- Shell Deutschland GmbH (vormals Shell Deutschland Oil GmbH)
- Total Deutschland GmbH
- Varo Energy Refining GmbH

Quelle:
Siehe Liste der Erdölraffinerien#Deutschland für die Standorte.

## Assoziierte Mitglieder
- H&R GmbH & Co. KGaA[6]
- Nynas GmbH & Co. KG